# فاف
شرکت فاف (به آلمانی: Pfaff) شرکت آلمانی تولید کننده چرخ خیاطی است که توسط جرج مایکل فاف در سال ۱۸۶۲ میلادی تأسیس گردید. 
دفتر مرکزی این شرکت در کایزرسلاوترن کشور آلمان قرار دارد.
این شرکت هم‌اکنون تحت مالکیت گروه SGSB Co. Ltd قرار دارد.

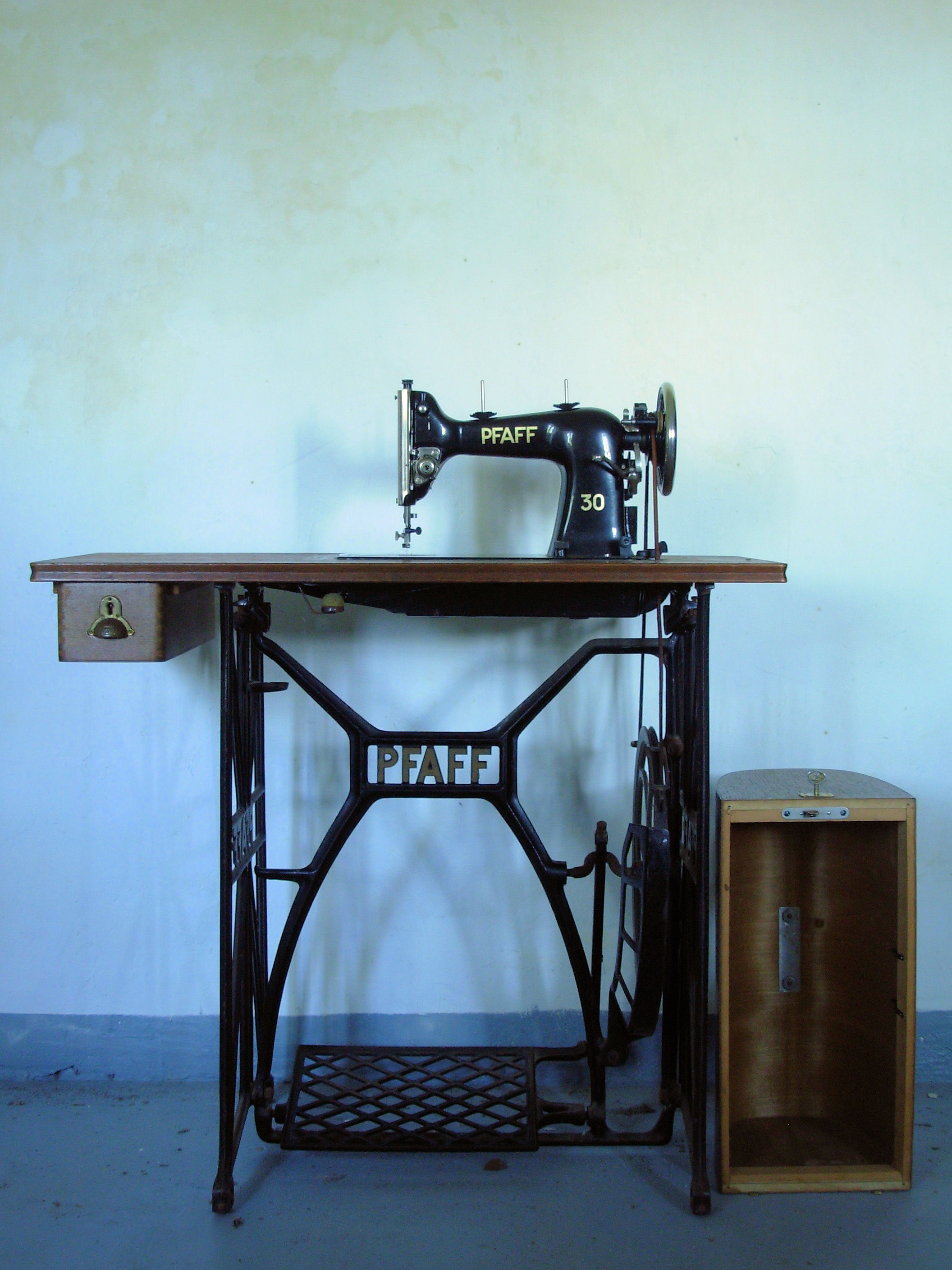